# Éléments (rivista)
Éléments : Éléments pour la civilisation européenne è una rivista con periodicità bimestrale fondata nel 1973 e edita da GRECE (e in seguito dalle Éditions du Labyrinthe).

## Storia
La rivista tratta temi culturali, politici, sociali e scientifici. È stato per molto tempo l'organo di stampa del think tank GRECE. Una riduzione relativa del numero dei lettori a partire dall'inizio degli anni 1980 ne ha fatto una pubblicazione a tiratura media (tuttavia è acquistabile nella maggior parte delle edicole francesi). È stata accusata dai suoi detrattori di essere legata storicamente agli ambienti di estrema destra. Éléments ha sempre rigettato tale classificazione e ha ribadito la neutralità e la professionalità con cui affronta le varie tematiche.

## Caporedattori
- Charles Champetier
- Pascal Eysseric
- Michel d'Urance
- Jean-Claude Valla

## Collaboratori
- Jean-Claude Albert-Weil
- Luc-Olivier d'Algange
- Alain de Benoist
- Gérard Blain
- Arnaud Bordes
- François Bousquet
- Yves Branca
- Jean Cau
- Charles Champetier
- André Coyné
- Pierric Guittaut
- Jean Mabire
- Jacques Marlaud
- Michel Marmin
- Thibault Isabel
- Olivier Mathieu
- Patrice de Plunkett
- Marco Tarchi
- Pierre Le Vigan
- Eric Werner
- Gérard Zwang